# Mirosław Mojsiuszko
Mirosław Mojsiuszko (ur. 25 września 1954 w Sokółce) – były polski piłkarz, grający na pozycji obrońcy, później trener oraz prezes klubu Jagiellonia Białystok (1998-2003).

## Kariera piłkarska
Wychowanek Cresovii Siemiatycze, grał tam w drużynie juniorów oraz seniorów. W latach 1973–1977 studiował i grał w drużynie AZS-AZW Warszawa, później na krótko w I-ligowej Stali Mielec (bez rozegranych meczów). Następnie tarfił do Białegostoku, gdzie zagrał 6 sezonów w III i II lidze.

## Kariera trenerska
Zadebiutował w 1987 r. jako trener I-ligowej Jagiellonii, obejmując funkcję szkoleniowca po Januszu Wójciku. Utrzymał zespół w I lidze na 8 miejscu, następny sezon do 20 kolejki. Powrócił na tę funkcję w sezonie 1989/90 (I-liga) (23-30 kol.), prowadził także II-ligową Jagiellonię w sezonie 1990/91. W sezonie 1991/92 pełnił rolę szkoleniowca w Jagiellonii do 13 kolejki.

Kilka lat spędził za granicą, Egipt, Arabia, Islandia, szkoląc lub prowadząc rodzime zespoły.

Posadę trenerską sprawował przez kilka sezonów w Gwardii/Hetmanie Białystok.